# شارع مونو

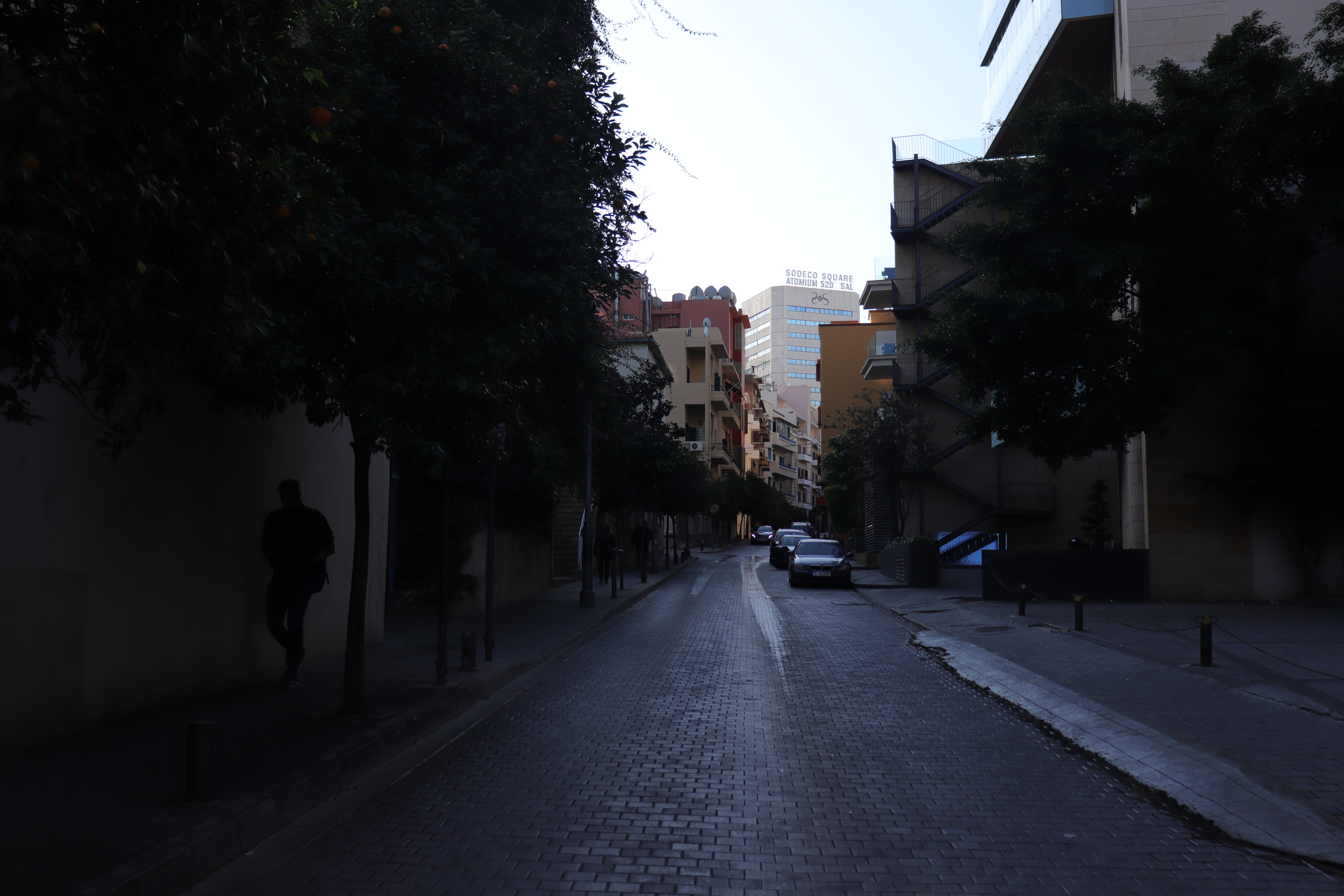

شارع مونو هو شارع في بيروت. يقع الشارع في الجهة الشرقية من وسط بيروت في حي السوديكو من الأشرفية المنطقة التي تكثر فيها المسيحيين في بيروت. تم تسمية الشارع باسم الأب أمبرواز مونو.يتميز الشارع بالحصى المرصوف باتجاه واحد من الجنوب إلى الشمال.يوجد في الشارع عدد كبيرا من المطاعم والمتاجر والحانات